# Literatura isabelina

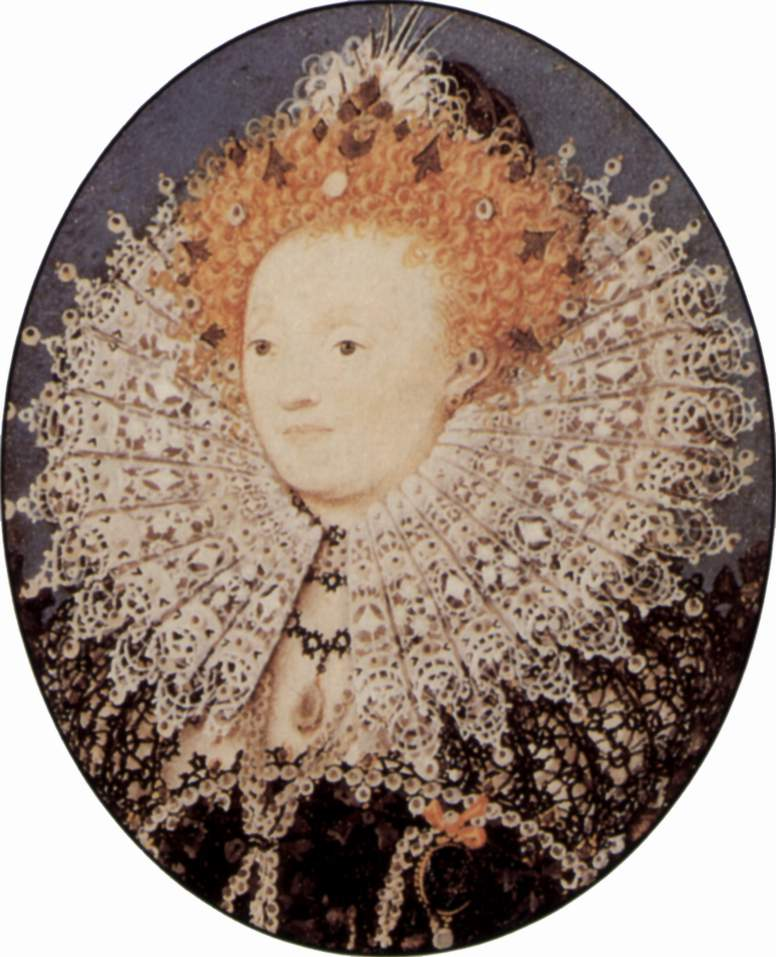
Isabel I, retratada h. 1587.

El término literatura isabelina se refiere a la literatura producida en Inglaterra durante el reinado de la reina Isabel I (1558-1603). Suele señalarse que este florecimiento literario ocurrió entre 1578 y 1660, prolongándose por lo tanto más allá de la muerte de la reina, pues las características literarias se mantuvieron durante los reinados de Jacobo I y Carlos I, siendo realmente la guerra civil inglesa la que determinó una ruptura estética. La época isabelina vio un gran florecer de la literatura, especialmente en el campo del teatro.

## Teatro

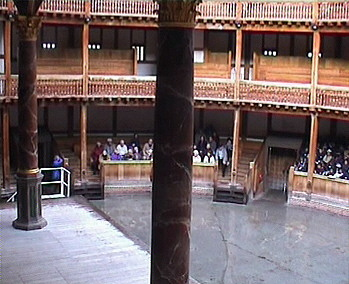
El Teatro Globo. El teatro isabelino se desarrolló a partir de la apertura de estos grandes teatros públicos abiertos.

La Italia renacentista había redescubierto el antiguo teatro griego y romano, que comenzaba por entonces a evolucionar aparte de los viejos misterios y milagros de la Edad Media. Los italianos estuvieron inspirados, en particular, por Séneca, el destacado dramaturgo trágico y tutor de Nerón, así como por Plauto con sus clichés cómicos, especialmente el del soldado fanfarrón tuvieron una poderosa influencia sobre el Renacimiento y con posterioridad. Sin embargo, las tragedias italianas seguían un principio contrario a la moral de Séneca: mostrar sangre y violencia sobre el escenario. En el teatro de Séneca esas escenas sólo eran simuladas por los personajes. Pero los dramaturgos ingleses quedaron muy intrigados por la versión italiana: una conspicua comunidad de actores italianos se habían establecido en Londres, y Giovanni Florio había llevado allí gran parte del idioma italiano y su cultura a Inglaterra. También es cierto que la época isabelina era muy violenta y que la alta incidencia de asesinatos políticos en la Italia del Renacimiento (personificada en  El príncipe de Maquiavelo hacían poco por calmar los temores de unos complots papistas. Como resultado de todo ello, representar ese tipo de violencia sobre el escenario era probablemente más catártico para el espectador isabelino. Las primeras obras isabelinas como Gorboduc de Sackville y Norton y The Spanish Tragedy de Kyd proporcionaron mucho material al Hamlet, de William Shakespeare.
Shakespeare destaca en esta época como poeta y dramaturgo no superado. Shakespeare no era un intelectual de profesión, y probablemente sólo tuvo una educación básica. No era un abogado ni un aristócrata, como los "ingenios universitarios" que habían monopolizado la escena inglesa hasta que empezó a escribir. Pero tenía un enorme talento y era increíblemente versátil, superando a los "profesionales" como Greene que se burlaban de sus escenas de bajo origen. Aunque la mayor parte de sus obras tuvieron gran éxito, es en sus años postreros (marcados por el principio del reinado de Jacobo I) cuando escribe lo que se consideran sus mejores obras: Hamlet, Otelo, El rey Lear, Macbeth, Antonio y Cleopatra, y La tempestad, una tragicomedia que presenta un episodio de ‘teatro dentro del teatro’: una mascarada en homenaje al nuevo rey. Este género es un interludio con música y danza con el añadido de los nuevos efectos especiales propios de los teatros cerrados. Los críticos demuestran que esta su obra maestra, que puede ser considerada una obra dramática por derecho propio, fue escrita para la corte de Jacobo, si no para el propio rey. Las artes mágicas de Próspero, sobre las que descansa la resolución del asunto, apuntan a una fina relación entre el arte y la naturaleza en la poesía. Significativamente para aquella época en que se producía la llegada de los primeros colonos a América del Norte, La tempestad está ambientada (aunque no de manera evidente) en una isla de las Bermudas, como ha demostrado una investigación en los Bermuda Pamphlets (1609), uniendo a Shakespeare con la Compañía de Virginia. Las "News from the New World", como señala Frank Kermode, ya se divulgaban y el interés de Shakespeare al respecto es destacado. 
Otras importantes figuras del teatro isabelino fueron Christopher Marlowe, Thomas Dekker, John Fletcher y Francis Beaumont. De no haber muerto Marlowe (1564-1593) en una riña de taberna a los 29 años, dice Anthony Burgess, habría rivalizado, cuando no superado, al propio Shakespeare por sus talentos poéticos. Es destacable que sólo naciera unas pocas semanas antes que Shakespeare y debió conocerlo bien. La temática de Marlowe, sin embargo, es diferente: se centra más en el drama moral del hombre renacentista que en ninguna otra cosa. Marlowe se sentía fascinado y aterrado por las nuevas fronteras que la ciencia moderna cruzaba. Basándose en una historia alemana, introdujo al doctor Fausto en Inglaterra, un científico y mago que está obsesionado con la sed de conocimiento y el deseo de llevar los poderes tecnológicos del hombre hasta sus límites. Adquiere poderes sobrenaturales que incluso le permiten viajar en el tiempo para casarse con Helena de Troya, pero al final de su pacto de 24 años con el diablo debe entregarle su alma. Sus héroes oscuros deben tener algo del propio Marlowe, cuya precipitada muerte sigue siendo un misterio. Se sabía que era un ateo, homosexual, con una vida dedicada al alcohol y las peleas, viviendo de los bajos fondos londinenses. Pero muchos sospechan que esto pueda ser una tapadera para sus actividades como agente secreto para Isabel I, sugiriendo que la ‘puñalada accidental’ sufrida en la taberna de Depford fuera en realidad un asesinato premeditado por parte de los enemigos de La Corona. 
Beaumont y Fletcher son menos conocidos, pero es casi seguro que ayudaron a Shakespeare a escribir algunas de sus mejores obras, y eran muy populares en la época. En esta época se desarrolló el género de la comedia urbana.

## Poesía
La poesía se escribió por su propia belleza, como un “arte por el arte” refinado y culto. Eran los “ingenios universitarios”. A finales del siglo XVI la poesía inglesa se caracterizó por la elaboración del lenguaje y unas extensas alusiones a mitos clásicos. Los tres poetas más destacados de la época fueron: John Lyly, Philip Sidney y Edmund Spenser.
John Lyly (h. 1553 –1606) es conocido sobre todo por sus obras  Euphues, the anatomy of wit (Euphues, o la anatomía del ingenio, 1578), y su segunda parte,  Euphues and His England (Euphues y su Inglaterra, 1580).  Su estilo lingüístico culterano, creado en sus primeros libros, es conocido como eufuismo o eufuísmo. 
Sir Philip Sidney (1554 – 1586) fue famoso como poeta, cortesano y soldado. Es conocido sobre todo como autor de Astrophil and Stella (Astrophel y Stella, 1581, pub. 1591), The Defence of Poesy (o An Apology for Poetry, -Defensa de la poesía -,1581, pub. 1595), y The Countess of Pembroke's Arcadia (La Arcadia, 1580, pub. 1590). Murió en la batalla de Zutfen (Países Bajos, luchando contra los españoles.
La primera gran obra poética de Edmund Spenser (h. 1552–1599), fue The Shepheardes Calender (Calendario de los pastores, 1579). Es conocido sobre todo por The Faerie Queene (La Reina de las Hadas), un poema épico que celebraba, a través de una alegoría fantástica, a la dinastía Tudor y la reina Isabel I; se publicó primer en tres libros en 1590, y más tarde en seis libros en 1596. Spenser utilizó sobre todo la “Spenserian stanza”, una forma poética inventada por él: cada estrofa tiene nueve versos: ocho de pentámetro yámbico, con cinco pies, seguida de un solo verso de hexámetro yámbico, con seis y rima "ababbcbcc." Parece que se vio influida por la forma italiana “ottava rima”, ocho versos de pentámetro yámbico con rima "abababcc." 
Los poetas que florecieron en torno a Spenser vieron sus obras publicadas en la obra llamada Miscelánea de Tottel (Tottel's Miscellany) (1557), que fue la primera antología de poesía inglesa, y que tuvo muchas ediciones en el siglo XVI. Fue muy influyente a la hora de establecer el soneto como la estrofa adecuada para versificar en inglés. La colección presenta muchos sonetos de Thomas Wyatt y Henry Howard, conde de Surrey, a quienes se considera introductores del soneto al inglés. 

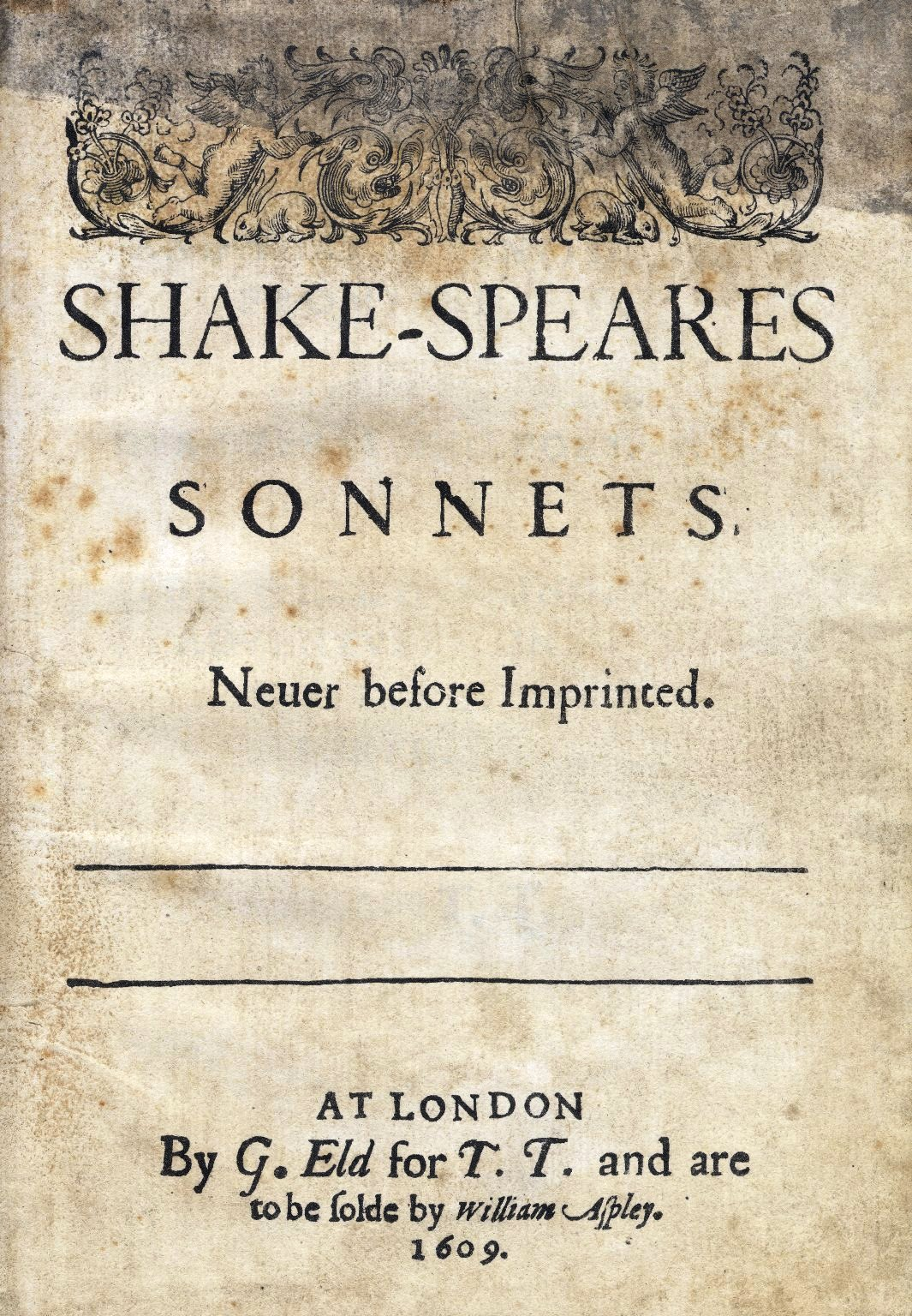
Portada de los Sonetos de Shakespeare, ed. 1609.

Shakespeare popularizó la forma de soneto, con cambios notables sobre el modelo de Petrarca. El soneto shakesperiano está formado por dos serventesios, un cuarteto y un pareado. Además de sus  Sonetos, Shakespeare escribió tres poemas largos: Venus y Adonis (Venus and Adonis), La violación de Lucrecia (The Rape of Lucrece) y El lamento del amante (A Lover's Complaint). Estos poemas parece que los escribió bien para lograr el patrocinio de un benefactor rico (como era normal en la época) o como resultado de ese mecenazgo. Por ejemplo, las dos primeras están dedicadas en 1594 a Henry Wriothesley, III conde de Southampton. Son poemas eróticos o amorosos, ricos en imágenes y sonoridades. De tono más osado es Hero y Leandro (Hero and Leander), poema mitológico de Christopher Marlowe a cuya muerte (1593) fue completado por George Chapman.
Otras tendencias poéticas que cabe citar es, en primer lugar, la canción, esto es, poemas preparados para ponerles música. Destaca el poeta y compositor Thomas Campion. De esta manera, la poesía se imprimía y llegaba a todos los hogares. William Byrd y John Dowland recopilaron canciones y tonadas. Los poetas y dramaturgos solían incluir canciones en sus obras. Así lo hicieron, por ejemplo, Spenser en su Calendario del pastor, Thomas Lodge en Rosalinda o Shakespeare en Trabajos de amor perdido o Cuento de invierno.
Pueden mencionarse, finalmente, la poesía nacionalista de Samuel Daniel (1562-1619), frío narrador de la Guerras civiles de York y Lancáster (Civil Wars, ocho libros completados en 1609) y la bucólica, cultivada por Michael Drayton (1563-1631) con Nymphidia.

## Otros géneros
Así como la poesía y el teatro destacaron en esta época, la producción en prosa se limitó a breves tratados y escritos de apología religiosa.

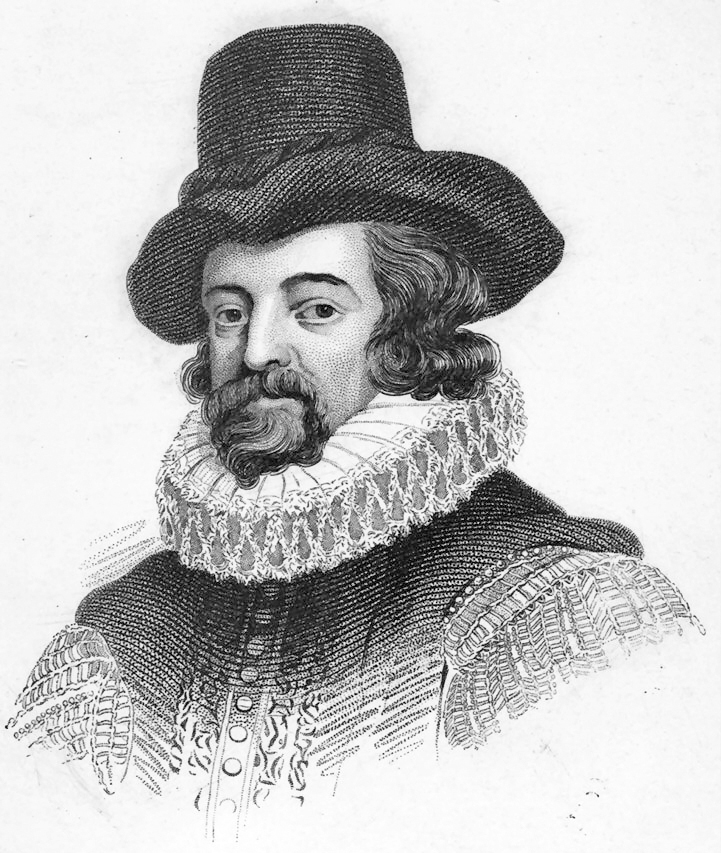
El filósofo Francis Bacon, el prosista más destacado de la época.

De todos los prosistas de la época, destacó el filósofo Francis Bacon (1561-1626), que escribió con estilo brillante y ágil, en obras de gran erudición. Sus mejores obras filosóficas son El avance del conocimiento (1605), un análisis en inglés sobre la consciencia de su propio tiempo, y Novum Organum o Indicaciones relativas a la interpretación de la naturaleza (1620). Exponía una filosofía crítica con el pasado, en particular, con la aristotélica, planteándose un análisis de la realidad a partir del método inductivo, lo que con el tiempo daría lugar al desarrollo de las ciencias naturales. Más literarios son sus Ensayos, publicados en forma de libro en 1597, 1612, y 1625, siendo las primeras obras en inglés que se llaman a sí mismas ensayos.
Dentro de la prosa de carácter religioso, destacan las Leyes de política eclesiástica (Of the Laws of Ecclesiastical Polity), defensa de las prácticas y las creencias de la Iglesia anglicana contra los puritanos, escrita por el teólogo Richard Hooker (1554-1600), en 1593. 
El descubrimiento de nuevos mundos, con sus viajes transoceánicos, dio lugar a la literatura de viajes. Se considera fundador de este género a Richard Hakluyt (h. 1552 - 1616) famoso por sus Viajes (Voyages), que proporcionó material a Shakespeare y otros autores. En 1589 publicó Navegaciones, viajes y descubrimientos de la nación inglesa (The Principall Navigations, Voiages and Discoveries of the English Nation) que usó, en la medida de lo posible, testigos directos. 
Robert Greene (1558 –1592) fue uno de los primeros ingleses que se ganó la vida como escritor. Es autor de numerosos panfletos, tratados y toda una serie de obras en prosa, en las cuales pueden verse vívidos y coloridos retratos de libertinos y delincuentes.
De 1594 es la primera novela picaresca inglesa: El viajero desgraciado (The Unfortunate Traveller)  o La vida de Jack Wilton, obra muy influyente en la narrativa inglesa que anticipa las novelas de Daniel Defoe y Tobías Smollet. Describe las aventuras de un paje durante las guerras de Enrique VIII contra los franceses, y sus consiguientes viajes a Italia como paje del conde de Surrey. En sus viajes, Jack es testigo de numerosas atrocidades, incluyendo batallas, una plaga y violaciones. 
También escribió novelas Thomas Deloney (1543-1600). Menos influido por John Lyly y otros predecesores que Greene, es más natural, simple y directo, escribiendo sobre ciudadanos de clase media y comerciantes con un humor ligero y agradable. De sus novelas destacan: Thomas of Reading, en honor de los vendedores de ropa, Jack of Newbury sobre los tejedores, y El noble oficio (The Gentle Craft) dedicado a alabar a los zapateros. 
Entre los historiadores, William Camden (1551-1623) fue el primero en realizar una descripción topográfica de la isla de Gran Bretaña (Descripción de Britania o Britannia, comenzada en 1577 y publicada por primera vez en 1586), y el primer relato detallado del reinado de Isabel I de Inglaterra (Anales de Inglaterra bajo Isabel), labor que comenzó en 1607.

## Escritores destacados de la época
- William Shakespeare
- Christopher Marlowe
- Ben Jonson
- Edmund Spenser